# 제이 조약
제이 조약(Jay's Treaty)은 1794년 11월 19일에 미국과 영국 사이에 체결된 국제 조약으로, 비준은 이듬해 1795년에 되었다. 애미티 조약(Treaty of Amity), 1794년 런던 조약(Treaty of London of 1794) 등으로도 표기된다.
프랑스 혁명의 여파로 제1차 대불동맹 전쟁이 발생한후 미국이 중립을 선언하자 미영간에 관계가 악화되었다. 영국과 전쟁을 원치 않았던 워싱턴 행정부는 초대 대법원장인 존 제이를 특사로 영국에 파견하여 양국간의 갈등해소를 위한 협상을 진행하였다. 조약이 체결되며 미영간에 통상이 증진되었고 양국간에 전쟁도 피할 수 있게 되었다.
그러나 이 조약은 프랑스와의 동맹관계를 일방적으로 파기하는 행위였기에 프랑스와 관계가 극도로 악화되었다. 이로 인해 뇌물스캔들인 'XYZ 사건'이 발생한 뒤 양국의 해군은 선전포고 없이 해상에서 산발적으로 충돌하는 유사전쟁(Quasi war)를 치루는 부작용이 발생하기도 했다.
조약 내용이 미국에게 다소 굴욕적인 점이 있었기에 국내여론은 매우 비판적이었다. 이로 인해 협상 대표로 조약을 체결하였던 초대 대법원장 존 제이는 대중적 인지도가 떨어지며 차기 예비 대선 주자에서 멀어지고 말았다.

## 배경

### 미국 독립
1783년 파리 조약으로 미국의 독립을 국제사회에서 인정받으며 미영간 전쟁이 종료되었으나 미국과 영국 사이에는 해결되지 않은 여러문제들이 남아있어 긴장관계를 유지하고 있었다. 미국영토내 영국군 철수가 합의되었음에도 불구하고 영국군은 서부 변경지역 요새에 잔류하였고, 전쟁중 영국군이 약탈한 재산은 반환되거나 보상되지 않았다. 또한 인디언들을 충동질하여 미국의 개척사업을 방해하였으며 미국의 정상적인 교역활동도 방해했다.

### 대불동맹 전쟁
1789년 프랑스 혁명으로 집권한 혁명 정부가 국왕 루이 16세를 처형하자, 영국의 주도하에 1793년에 1차 대불동맹 전쟁이 발발하였다. 프랑스에 공화정이 실시될때만해도 미국인들은 북미대륙에 이어 유럽에도 신생 공화국이 탄생하는 것을 매우 호의적이고 동정적인 눈으로 바라보았었다. 그러나 혁명이 극단으로 흐르고 공포정치가 실행되며 대불동맹 전쟁마저 벌어지자 매우 중대한 외교문제에 직면하게 되었다.
지난 1778년 미국은 프랑스와 통상동맹조약을 통하여 프랑스령 서인도제도가 외국의 공격을 받을 경우에 미국이 그 방위에 동참할 것을 약속한 바가 있었다. 영국은 우월한 해군력을 동원하여 프랑스로 향하는 선박을 봉쇄하고 이를 통하여 프랑스의 전쟁물자 조달을 방해하려 하였다. 프랑스령 서인도 제도에도 이런 압박을 가하자 미국의 입장이 난처해졌다. 미국은 신생 독립국으로 아직 국가의 기초가 확고하지 않았고 군사력도 약한 상태에서 유럽의 분쟁에 휘말리고 싶지 않았는데 프랑스가 조약 이행을 촉구할 것이기 때문이다.

### 특사 파견
1778년에 미불간 체결된 통상동맹조약은 미국과 프랑스 국왕사이에 체결된 것이므로 국왕이 더 이상 존재하지 않고 국왕을 처단한 혁명정부에게 외교권이 승계되었다고 볼수 없기 때문에 조약의 효력정지를 선언해야 한다는 의견이 있었다. 그러나 국왕이 아니라 미국 국민과 프랑스 국민간에 체결된 것이므로 조약을 이행 의무가 있다는 여론도 있었다. 입장이 난처해진 미국 정부는 중립을 선언하며 프랑스와 교역을 이어나가려 하였고 미국과 영국의 관계는 악화되었다.
1794년 영국해군은 프랑스령 서인도 제도에서 무역에 종사하는 수백척의 미국 상선들을 밀무역을 조장한다는 명분을 내세워 나포하며 노골적으로 주권국가인 미국의 교역활동을 방해했다. 재정상황이 열악하여 수입관세에 의존하고 있던 미국 정부는 영국과 전쟁을 할 경우에 영국산 제품의 수입이 중단되면서 곤란에 처할 수 밖에 없는등 많은 어려움이 발생하므로 되도록 전쟁을 피하고 싶었다. 전쟁을 원치 않았던 워싱턴 대통령은 영국과 협상을 위해 대법원장인 존 제이를 특사로 임명하여 런던으로 보냈다. 영국군 철수, 미국상선에 가한 공격에 대한 보상, 영국과의 통상 조약 체결등이 미국이 원하는 협상안이었다.

## 내용
미국이 영국에 인정한 내용은 다음과 같이 요약할 수 있다.
- 미시시피강을 영국에 개방
- 영국의 적국 (사실상 프랑스)의 사략선에 대한 보급 금지
- 미국 독립 전쟁 이전의 미국의 부채를 영국 상인에게 지불

조약의 평가를 둘러싸고 견해가 나뉘지만, 당시 미국 내에서 영국에 굴복하는 인상을 주었기 때문에 비판적인 시각이 많았다.

## 이후의 전개

### 미국내 여론

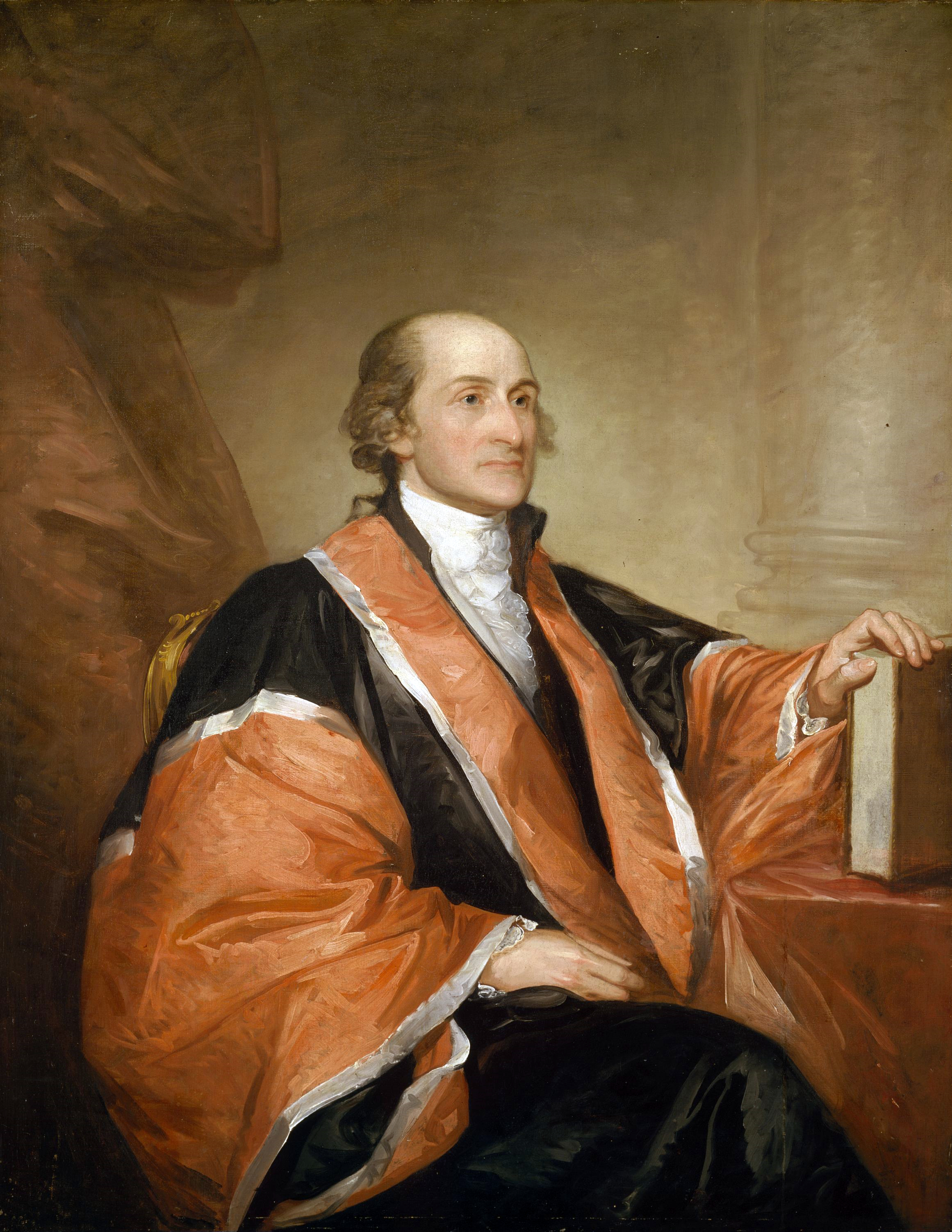
존 제이 미국 특사

제이 조약은 국제적으로 영미 관계의 안정을 가져왔다. 그러나 국내적으로는 여론의 분열을 일으켰다. 나포된 미국 선원의 석방이나 서부 인디언 선동 중지 같은 중요한 문제에 관해서는 양보를 이끌어 내지 못했기 때문이다. 협약을 체결한 제이가 속한 정당인 연방당은 국왕을 처형한 프랑스 혁명에 불편함을 드러내었으며, 영국 측을 지지했다. 그러나 미국 독립 전쟁에서 동맹국인 프랑스에 동조를 하면서, 미국의 건국 이념과도 상통하는 자유, 평등을 내건 프랑스 혁명을 지지하는 목소리도 높았다. 그들에게 있어서 제이 조약은 독립 전쟁의 협력자였던 프랑스에 대한 배신이었다. 이러한 세력은 공화주의자로 유대를 강화하게 되어, 초기 미국의 당파 대립의 중요한 축이 되었다. (덧붙여 연방주의자와 공화주의자의 대립 구도는 미국의 중앙 집권화, 분권화 등 여러 대립 축이 외교 정책만으로 구분되는 것은 아님을 보여주고 있다.)
조약 내용이 신문을 통해 알려지자 시민 여론이 악화되며 소동이 일어났다. 제이의 초상화와 인형을 불태우는 시위가 여러 도시에서 벌어지자, 존 제이는 자신의 불타는 초상화들의 빛 때문에 보스턴에서 필라델피아까지 밤에도 여행을 할 수 있게 되었다는 농담을 하였다고 한다. 제이 조약을 체결하기 전에는 워싱턴의 뒤를 이을 유력한 후보중 한 사람으로 분류되기도 했던 존 제이였지만, 조약체결이후 대통령이 될 가능성이 완전히 사라졌다. 해밀턴 마저 사석에서 '늙은 할망구가 저지른 잘못'이라고 비난을 퍼부었다. 악화된 여론 때문에 상원에서도 간신히 비준을 받았다.

### 핑크니 조약
제이 조약으로 미국은 스페인과의 갈등을 해결할 수 있는 길이 열렸다. 1795년 토머스 핑크니는 스페인의 고도이 총리와 협상을 통해, 미국 선박은 미시시피 강 어귀까지 항해할 수 있고, 먼 바다를 항해하는 선박에 재선적할 물품을 뉴올리언스에 적재해 놓을 수 있는 권리를 인정받게 되었다. 또한 위도 31도를 따라 플로리다의 북방 경계선을 확정 지었다.

### 대불 관계 악화

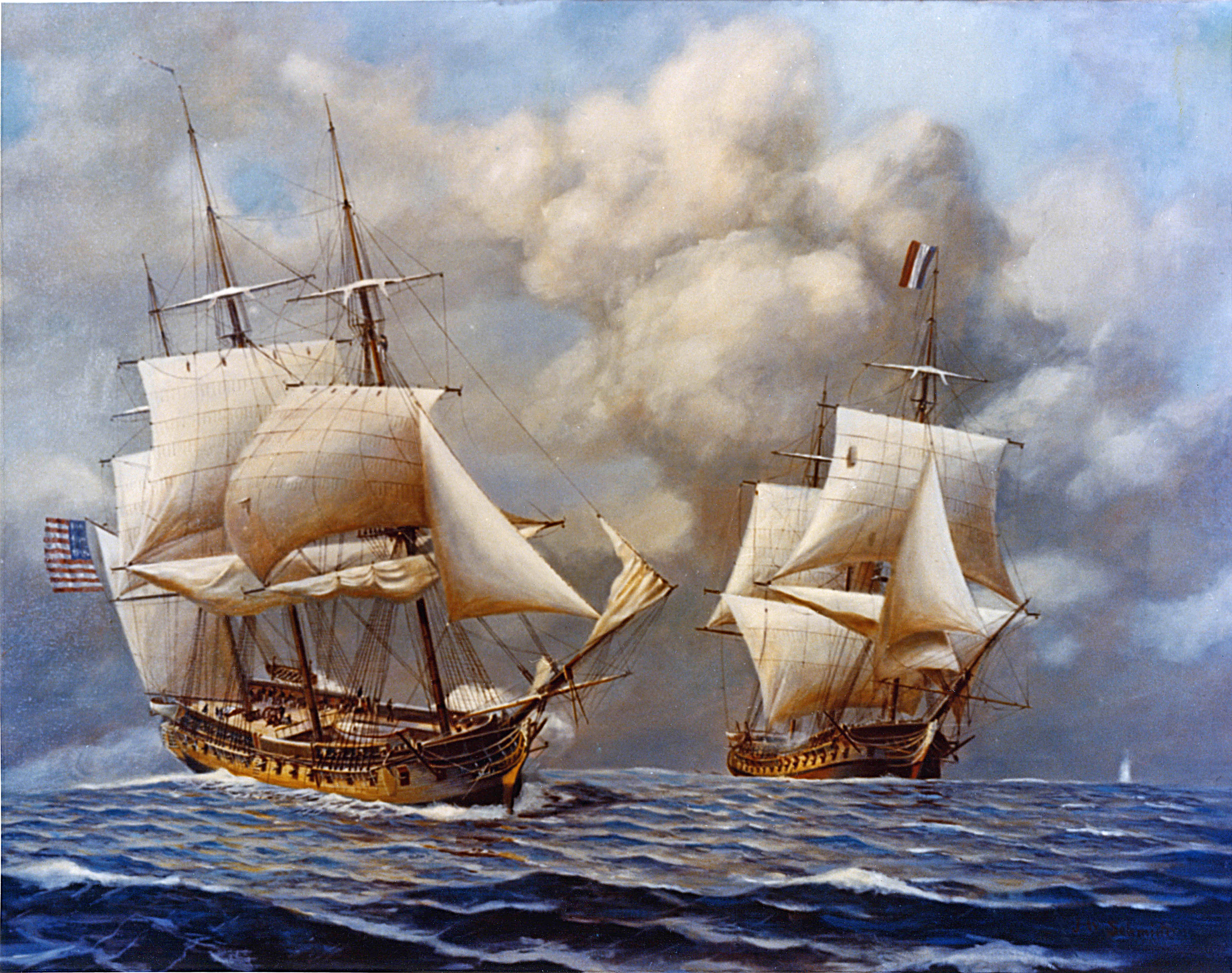
유사전쟁(Quasi war)중 교전중인 양국의 전함

제이 조약과 핑크니 조약으로 영국및 스페인과 미국의 관계는 개선되었다. 그러나 프랑스와의 관계는 악화되어갔다. 1796년 12월에 제임스 먼로의 후임으로 임명된 찰스 핑크니 신임 공사에 대해 프랑스 총재정부는 인정하지 않는 방식으로 외교보복을 감행하였다. 또한 프랑스가 미국 선박을 나포하는 일이 발생하였다. 미국은 관계 개선을 위해 1797년 협상단 3명을 프랑스로 파견하였으나 프랑스 협상대표들은 1778년에 체결한 조약의 폐기를 조건으로 막대한 액수의 차관 제공과 뇌물을 요구했다.
이들의 요구는 즉시 거절되었으며 미국은 프랑스 협상 대표의 이름을 익명 X,Y,Z로 표기한 보고서를 미국 시민들에게 공개해버렸다. 일명 'XYZ사건'으로 인해 미국 시민들은 분노했고 전쟁불사론이 힘을 얻었다. 애덤스 대통령은 의회를 설득하여 프랑스와의 무역을 중단하였으며 '1778년에 체결된 조약'도 폐기해버렸다. 양국간 전쟁분위기가 고조되자 미국은 1798년 연방의회의 주도하에 해군의 전투함을 증강하고 무장을 강화하였다. 이후 양국은 선전포고만 없었을뿐 산발적으로 해상에서 무력충돌이 벌어지며 사실상 2년간 전쟁을 치루었다.

### 관계 개선
미국이 영국해군과 협력하여 프랑스 선박 85척을 나포하는등 우위를 점하자 제1통령이 된 나폴레옹은 1800년 9월에 협상을 제의해 왔다. 나폴레옹은 북미 루이지애나를 인수하여 새로운 프랑스 식민지 제국을 건설하려는 계획을 가지고 있었다. 그러기 위해서는 먼저 아이티 반란을 진압해야 했는데, 원정대를 파견하기 위해서는 미국과의 관계를 개선할 필요성이 있었다. 양국은 1778년의 동맹조약을 폐기한후 새로운 통상협정인 몰트퐁텐 조약(Treaty of Mortefontaine)을 체결하여 사태를 원만하게 수습하였다.

## 같이 보기
- 미국-영국 관계